# Eupsittula nana
Il parrocchetto golaoliva (Eupsittula nana Vigors, 1830) è un uccello della famiglia degli Psittacidi.

## Descrizione
Taglia attorno ai 26 cm, colorazione generale verde, molto intenso nelle parti superiori, tendente al bruno olivaceo su petto e ventre; presenta remiganti blu, un anello perioftalmico chiaro, iride arancio, becco e zampe grigio-neri. I giovani sono simili agli adulti ma con occhi marroni.

## Distribuzione e habitat
La specie è presente in Giamaica, Messico e Panama.
Abita le boscaglie fino ai 1100 metri di quota e frequenta le foreste rivierasche.

## Tassonomia
Sono note 3 sottospecie:
- E. n. nana  (Vigors, 1830), sottospecie nominale, endemica della Giamaica
- E. n. vicinalis Bangs & T.E.Penard, TE, 1919, diffusa nel Messico nord-orientale
- E. n. astec  (Souancé, 1857), presente nel Messico sud-orientale e a Panama